# Chiesa di San Giovanni Battista (Napoli, Chiaiano)
La chiesa di San Giovanni Battista è una chiesa di interesse storico-monumentale della città di Napoli, ubicata nel quartiere di Chiaiano, lungo via Cocchia.
Di origine medievale, fu completamente ricostruita nel 1575. Oggi presenta un aspetto ottocentesco.
Nella struttura religiosa sono presenti poche tracce del periodo medioevale, ciò a causa degli interventi di restauro del XIX secolo.
Il portale dell'edificio reca un tondo in marmo che raffigura l'Agnus Dei, staccato dall'ingresso del Convento di San Giovanni Battista delle Monache in occasione dell'apertura di via Broggia e Conte di Ruvo avvenuta tra il 1684 ed il 1867 (secondo un progetto dell'architetto Enrico Alvino. In quella occasione il parroco della Chiesa di S. Giovanni Battista, in Chiaiano (Napoli) poté ottenere il bassorilievo e da allora è collocate sull'ingresso della Chiesa. Tale notizia fu desunta dal parroco della Chiesa nel 1969 da una nota dell'epoca redatta dal rettore della Chiesa. Questa è l'unica opera in marmo reperita tra quelle che la tradizione vuole eseguita da Nicola Fumo.
L'interno presenta un'unica navata con tre altari per lato e affreschi di Francesco Iodice sulla volta; sull'altare maggiore campeggia un'opera di Nicolò Fumo, un busto in legno raffigurante il santo titolare eseguito nel 1723 e successivamente integrato nel XX secolo.
Degni di menzione sono anche: il gruppo ligneo dell'Arcangelo Raffaele con Tobiolo, risalente alla prima metà del XIX secolo, la Santissima Trinità con i santi Ignazio e Francesco Saverio di Agostino Beltrano, il San Francesco che riceve le stimmate di ignoto pittore ottocentesco.
Annesso alla chiesa è il piccolo oratorio della congrega del Santissimo Rosario, ornato da stucchi settecenteschi e dotato di un altare marmoreo sormontato da una tela con la Madonna del Rosario con i santi Domenico e Caterina da Siena .